# 高山野馬騣
高山野馬騣（学名：Polytrichastrum alpinum）为土馬騣科野馬騣屬下的一个种。